# Ice Climber
Ice Climber (en japonès: アイスクライマー, Aisu Kuraimā) és un joc arcade de plataformes, desenvolupat per Nintendo el 1984. El joc va ser llançat més endavant para NES, com un dels títols inicials, en 1985. En alguns països d'Europa el joc es distribuïa amb la consola. Això va incrementar fortament el coneixement del joc fora del Japó.

## Mecànica del joc
En el joc, el jugador 1 controla a Popó, un noi vestit amb roba esquimal blava, mentre que el jugador 2 maneja a Nana, una noia vestida amb roba esquimal rosa. El seu objectiu és escalar muntanyes cobertes de gel i recuperar els seus vegetals robats d'un còndor gegant. L'única eina que té el jugador és un martell per a obrir forats en les capes de gel i copejar als enemics. Cada nivell consta de vuit fases de colorit gel, i un nivell de bonificació. Els blocs de gel normalment solament impedeixen el pas, però són fàcilment destructibles. Altres blocs més quadrats i detallats són indestructibles, i obliguen al jugador a prendre altre camí.
El gel fosc amb línies diagonals fa que el personatge es llisqui cap a l'esquerra o la dreta. Finalment, diverses muntanyes inclouen plataformes mòbils en forma de núvol. La fase de bonificació té lloc en la part alta de la muntanya. Amb un temps de 40 segons i sense enemics, els Ice climbers han de passar complicats salts i plataformes mòbils. en aquestes fases és on es poden recollir els vegetals, que solen ser albergínies, pastanagues i altres vegetals. En el cim de la muntanya, apareix el còndor volant. Agarrar-se als seus talons abans que s'acabi el temps atorga un gran bonus.
Els enemics que es troben pel camí són ossos polars, "Nitpickers" i foques. Les foques estaven presents en la versió japonesa i en les primeres versions nord-americanes, però van ser reemplaçades en la versió dels Estats Units per uns petits yetis de pèl blanc cridats "Topis". El canvi es va deure a la preocupació per l'excés de crueltat amb els animals. Els Topis són els enemics menys perillosos. Caminen per les plataformes de gel, emplenant els forats d'aquestes. Per a això, un Topi sali d'una cova lateral, i al trobar un forat, es dona la volta i agafa un fragment de gel que tapa dos blocs. El procés es repeteix fins que no queden forats en la plataforma de gel. Després de diverses muntanyes superades, els Topis augmenten la seva velocitat. El Nitpicker és un petit ocell que surt de les coves laterals. A diferència dels Topis, el Nitpicker pugues volar sense importar-li les plataformes de gel. És molt problemàtic, especialment a l'hora de fer salts entre plataformes mòbils. L'últim enemic és un os polar que vesteix uns pantalons roses i unes ulleres de sol. Encara que rares vegades apareix, pot ser molt molest: copeja el gel, provocant que la pantalla ascendeixi. Si un esquimal surt de la pantalla per baix, perd una vida. Altre obstacle són els fragments de gel. Es poden formar sota qualsevol plataforma. El joc es pot jugar en manera un jugador o dos jugadors. en l'últim, Popo i Nana competeixen per arribar al cim. Els jugadors poden cooperar per a escalar, però durant la fase de bonus competeixen per la victòria.

## Equip de treball

### Crèdits de NES
- Productor Executiu: Hiroshi Yamauchi
- Productor: Shigeru Miyamoto
- Director: Kenji Miki
- Disseny de personatges: Tadashi Sugiyama
- Música: Akito Nakatsuka Crèdits d'i-Reader i GBA
- Productor Executiu: Satoru Iwata
- Productor: Satoshi Yamoto
- Director: Kenji Miki
- Programació Principal: Tomohiro Kawase, Hideaki Shimizu
- Composició del so: Akito Nakatsuka
- Supervisor: Tadashi Sugiyama
- Producte de depuració i proves d'unitat: Super Mario Club Aquest va ser el primer joc programat per Kazuaki Morita, qui ho considera com el seu escalfament en NES. Més tard, Morita ha treballat com programador principal en altres jocs, entre el que destaquen els de la sagazaga Super Mario Bros., The Legend of Zelda o Star Fox 64.

## Altres aparicions

### SèrieSuper Smash Bros.
Popo i Nana, els herois d'Ice Climber, van aparèixer com personatge controlable per primera vegada en aquesta saga en el joc Super Smash Bros. Melee. El jugador controla a Popo, mentre que Nana li segueix i imita els seus moviments i atacs. Quan Nana és expulsada de l'escenari, desapareix, i el jugador pot seguir lluitant amb Popo. Si és aquest qui cau, el jugador perd una vida i Nana desapareix del camp de batalla. El símbol de la parella és una albergínia, i en el joc apareixen enemics clàssics d'Ice Climber: Ossos polars i Toppis. El seu escenari de Target Test és una representació en 2,5D dels gràfics de NES. Els Ice Climbers han aparegut novament com personatge controlable en Super Smash Bros. Brawl amb un control similar al lliurament anterior, incloent aquesta vegada un atac Smash que els permeten crear un gran iceberg en l'escenari de batalla.

### Altres referències
Temes i imatges d'Ice Climber apareixen regularment en la clàssica sèrie WarioWare de microjocs de Nintendo. En Kirby: Nightmare in Dream Land i Kirby Air Ride, quan Kirby té l'habilitat de congelar, usa el parka de Popo de la mateixa forma que s'usa en la sèrie de Super Smash Bros. En Tetris DS, un teló de fons d'Ice Climber fa la seva aparició, entre altres jocs clàssics de Nintendo. Les foques Topi romanen, fins i tot fora del Japó. Daigasso! Band Brothers un joc de música de DJ per al Nintendo DS, inclou el tema musical de l'etapa de bonificació.